# Viola medelii
Viola medelii är en violväxtart som beskrevs av Wilhelm Becker. Viola medelii ingår i släktet violer, och familjen violväxter. Inga underarter finns listade i Catalogue of Life.